# (13279) Gutman
13279 Gutman (1998 QN43) – planetoida z pasa głównego asteroid okrążająca Słońce w ciągu 3,51 lat w średniej odległości 2,31 j.a. Odkryta 17 sierpnia 1998 roku.